# Sesleria latifolia
Sesleria latifolia är en gräsart som först beskrevs av Adamovic, och fick sitt nu gällande namn av Árpád von Degen. Sesleria latifolia ingår i släktet älväxingar, och familjen gräs. Inga underarter finns listade i Catalogue of Life.